# Tessaromma setosa
Tessaromma setosa är en skalbaggsart som beskrevs av Mckeown 1942. Tessaromma setosa ingår i släktet Tessaromma och familjen långhorningar. Inga underarter finns listade i Catalogue of Life.